# Анн-Софі Брасм
Анн-Софі Брасм  (фр. Anne-Sophie Brasme 1984, Мец) — французька письменниця. Авторка роману «Дихаю», який у 2001 році був визнаний найкращим дебютом у Франції. Другий роман письменниці «Карнавал монстрів» був опублікований у видавництві Фаяр і відзначений літературною премією міста Нансі.

## Біографія
Народилася у 1984 році у французькому місті Мец. Її батько П'єр Брасм був професором історії і географії. Анн-Софі вивчала сучасну літературу в Університеті Парижа IV Сорбонна.
Свій дебютний роман «Дихаю» опублікувала у шістнадцять років. Роман було визнано у Франції найкращим дебютом 2001 року. Він одразу став національним бестселером у Франції, було продано понад 40 000 примірників. Книжка перекладений більше ніж 17 мовами, зокрема і українською. Багато рецензентів порівнювали цей роман з книжками Франсуази Саган, зокрема її дебютним романом «Bonjour, печале!».
Працює викладачем сучасної літератури.

## Твори
- «Дихаю» (Respire, Paris, Éditions Fayard, 2001)
- «Карнавал монстрів» (Le Carnaval des monstres, Paris, Éditions Fayard, 2005)
- «Наше попереднє життя» (Notre vie antérieure, Paris, Éditions Fayard, 2014)

## Відзнаки
- Премія за перший роман університету Артуа (2001)
- Золотий листок міста Нансі (2005)

## Українські переклади
- Брасм, Анн-Софі. Дихаю / Анн-Софі Брасм ; пер. з фр. Ярини Тарасюк. — Кальварія, 2008. — ISBN 978-966-663-258-9[2].
- Брасм, Анн-Софі. Дихай! / Анн-Софі Брасм ; пер. з фр. Ірини Дух. — Львів : Видавництво Старого Лева, 2017. — ISBN 978-617-679-305-2.

## Екранізації
У 2014 році на екрани вийшла однойменна екранізація роману «Дихаю» молодої французької режисерки Мелані Лоран. За право екранізації французького бестселера змагались 18 компаній.